# بريدجت ديفيرز
بريدجت ديفيرز أو بريدجت ديفينس أو بيدي أيرش كما هو معروف لرجال شيريدان، مهاجرة إيرلندية ركبت مع أول سلاح فرسان ميشيغان مشاة خلال الحرب الأهلية الأمريكية.

## الحرب الأهلية
عرف عن ديفيرز مستوى رعايتها واهتمامها بالجنود في فوجها، ومهارتها في حشد القوات، وفروسيتها، وحماسها. بالإضافة إلى اهتمامها بالطبيعة الأخلاقية والروحية لزملائها في القوات حيث كانت بمثابة قسيس لهم توفر لهم الكتب والإمدادات من اللجنة المسيحية.
ساهم تدرجها في المناصب الطبية (عملها كممرضة ورائدة جناح، ومشرفة على المستشفى) في تعرفها على العديد من الرجال الذين يخدمون في الفوج.
شاركت ديفيرز أيضا في العديد من المعارك. قالت ماري ليفرمور عنها:
«في بعض الأحيان، عندما يسقط جندي تأخذ ديفيرز مكانه وتقاتل بشجاعة لا تقهر. في أحيان أخرى، تعيد تجميع القوات المنسحبة. غير دورها في في نقل الجرحى من ميدان القتال إلى المستشفى. دائما ما كانت ديفيرز جرئية بلا خوف خير مثال للجندي الجيد».
تعتبر معركة فير أوكس، فرجينيا في يونيو 1862 من أشهر لحظات خدمة ديفيرز حين فوجئت بهجوم من قبل جيش الولايات الكونفدرالية، تمكنت ديفيرز من حشد قوات لصد الهجوم واجبارهم على الانسحاب.

## ما بعد الحرب
ظلت ديفيرز في الجيش بعد الحرب الأهلية للدفاع عن الحدود الغربية للولايات المتحدة مع زوجها بالرغم من أن بعض الروايات تذكر ٱن زوجها توفي في المعركة.

## وصلات خارجية
- ديفيرز المهاجرة الإيرلندية في الحرب الأهلية.
- ديفيرز إبنه الفيلق.